# Catedral de San Pedro (Tuguegarao)
La Catedral Metropolitana de San Pedro o bien Catedral de Tuguegarao es una iglesia barroca del siglo XVIII situado a lo largo de la calle Rizal, en el  Barangay Centro 10, Tuguegarao, Cagayán, en el país asiático de Filipinas. La iglesia, construida por los frailes dominicos, es la sede de la Arquidiócesis  de Tuguegarao y es considerada como una de las iglesias más grandes en el Valle de Cagayán. Un marcador histórico que lleva una breve historia de la iglesia fue instalado en 1982 por el Instituto Histórico Nacional, precursor de la Comisión Nacional Histórico de las Filipinas.
La iglesia actual se le atribuye al Padre Antonio Lobato, quien promovió su construcción en 1761 y se terminó en 1768. La iglesia sufrió graves daños durante la Segunda Guerra Mundial y posteriormente fue reconstruida por el obispo monseñor Constanza Jurgens. 